# كأس نيوزيلندا 1993
كأس نيوزيلندا 1993 (بالإنجليزية: 1993 Chatham Cup)‏ هو موسم من كأس نيوزيلندا. فاز فيه Napier City Rovers FC ‏.